# Tokushi av Japan
Tokushi av Japan, född 1060, död 1114, var en japansk kejsarinna, gift med sin brorson kejsar Horikawa.
Hon var fjärde dotter till kejsar Go-Sanjō och Kaoruko av Japan, och syster till kejsar Shirakawa.
Hennes far avled 1073 och efterträddes av hennes bror. Hennes bror abdikerade år 1087 till förmån för sin son. År 1093 gifte sig Tokushi vid trettiotre års ålder med sin fjortonåriga brorson kejsar Horikawa. Paret fick inga barn. 
Hon blev änka 1107, och blev då nunna. 